# Trypanosoma potkaní
Trypanosoma potkaní (Trypanosoma lewisi) je trypanozoma o velikosti 15-35 ųm, jejímž nositelem je potkan, krysa obecná a některé další druhy hlodavců. Žije v jejich krvi. Na rozdíl od ostatních trypanosom se vícenásobně dělí a je polymorfní (různotvará). Přenášejí ji blechy, a to ne sáním, ale pozřením blechy potkanem. Do krve se dostává přes sliznici úst. Tento parazit s velkou pravděpodobností zapříčinil vyhubení krysy buldočí a krysy Maclearovy na počátku 20. století.